# L'Aventurier (album Indochine)
L'Aventurier è il primo album del gruppo musicale francese Indochine, pubblicato nel settembre del 1982, un anno dopo la formazione della band. L'album venne venduto in più di 250 000 copie.

## Il disco
Sulla sua copertina ci sono le vignette del fumetto belga di Bob Morane, il protagonista del loro primo successo l'Aventurier.
L'album è stato registrato nello studio di Aguesseau a Parigi. Inizialmente lo studio era stato preso per registrare una nuova versione del loro primo singolo Dizzidence Politik. Ma la band aveva già cinque pezzi pronti, che quindi vennero registrati nel intento di produrre un mini LP di sei pezzi. Il primo mixaggio viene realizzato allo studio d'Auteuil, ma siccome la band non era contenta del risultato, venne effettuato un secondo mixaggio però a Londra nel celebre studio Red bus.
La versione di Dizzidence politik che è inclusa nel album non è quella che era uscita nel loro primo 45 giri uscito qualche mese prima del LP. Inoltre LP contiene una cover di L'Opportuniste celebre canzone francese degli anni ' 60, di Jacques Dutronc. Il pezzo Françoise (Qu'est-ce qui t'a pris?), è la B face del singolo Dizzidence politik, e non appare sulla versione vinile dell'album.
Il singolo L'Aventurier che dà anche il nome all'album, vende più di 700 000 copie a quei tempi. Racconta la storia di Bob Morane che è l'eroe di una serie di romanzi, e poi di un fumetto, creato nel dicembre del 1953 dal romanziere belga Charles-Henri Dewisme sotto lo pseudonimo di Henri Vernes, a cui Nicola si ispira liberamente.
L'album viene distribuito anche in Svizzera, Belgio, Germania e Svezia con buoni risultati.

## Tracce
Testi di Nicola Sirkis, musiche di Dominique Nicolas.
1. L'Aventurier – 3:49 (testo: Nicola Sirkis – musica: Dominique Nicolas)
2. L'Opportuniste – 2:23 (testo: Seguela – musica: Lanzmann)
3. Leila – 3:54 (testo: Nicola Sirkis – musica: Dominique Nicolas)
4. Docteur Love – 2:31 (testo: Nicola Sirkis – musica: Dominique Nicolas)
5. Indochine " Les 7 jours de Pekin" – 2:25 (testo: Nicola Sirkis – musica: Dominique Nicolas)
6. Dizzidence Politik – 4:15 (testo: Nicola Sirkis – musica: Dominique Nicolas)
7. Françoise " Qu'est-ce qui t'as pris?" – 2:35 (testo: Nicola Sirkis – musica: Dominique Nicolas)

## I singoli
- Dizzidence Politik (uscito nel febbraio 1982, prima dell'album)
- L'Aventurier (uscito nel gennaio del 1983)

## Formazione
- Nicola Sirkis voce e sintetizzatore
- Dominique Nicolas chitarre e basso
- Stéphane Sirkis sintetizzatore e sequenziatore
- Dimitri Bodianski sassofono